# Gaj (Rosja)
Gaj (ros. Гай) – miasto w południowej Rosji, w górach Ural, w pobliżu granicy między Europą a Azją, na terenie obwodu orenburskiego.
Gaj leży na terenie rejonu gajskiego, którego ośrodek administracyjny stanowi.
Miejscowość leży nad rzeką Ural. Liczy 41 108 mieszkańców (1 stycznia 2005 r.).